# Colonial Life Arena
El Colonial Life Arena, es un estadio multiusos ubicado en Columbia, Carolina del Sur, en donde ejercen de local los equipos de baloncesto de hombres y mujeres de la Universidad de Carolina del Sur. Inaugurado como reemplazo del Carolina Coliseum bajo el nombre de Carolina Center en 2002, el estadio de 18.000 asientos también es sede de varios eventos, que incluyen conferencias, conciertos y ceremonias de graduación. Es el estadio más grande del Estado de Carolina del Sur y el octavo estadio universitario más grande del campus.
Los derechos de denominación fueron adquiridos en 2003 por Unum, una compañía de seguros con sede en Portland, Maine, y pasó a llamarse Colonial Center en honor al Colonial Life & Accident Insurance Company, una compañía subsidiaria de Unum con sede en Columbia. El 22 de julio de 2008, la junta de la Universidad aprobó el cambio de nombre del edificio a Colonial Life Arena como parte del cambio de marca de Unum (que para entonces se había mudado a Chattanooga, Tennessee) de Colonial Life & Accident a simplemente Colonial Life.

## Historia
El Arena abrió por primera vez el 22 de noviembre de 2002, con la apertura de la temporada del equipo de baloncesto femenino de Carolina del Sur. Una venta casi agotada de 17.712 fanáticos vio la victoria de 72-58 de los Gamecocks sobre su rival en el estado, Clemson, con un cargo de entrada de $1, en ese momento comúnmente utilizado por el equipo de baloncesto femenino para promover juegos importantes. La gran inauguración oficial tuvo lugar el 2 de diciembre de 2002. El equipo de baloncesto masculino derrotó a Temple por 66–47. El 26 de enero de 2010, Carolina del Sur derrotó al #1 clasificado e invicto Kentucky 68–62 en el Arena, una de las mayores victorias en la historia de Carolina del Sur.
El 18 de enero de 2021, como parte de la celebración universitaria del Día de Martin Luther King Jr., la universidad dedicó una estatua a la MVP de la Temporada de la WNBA 2020, A'ja Wilson, cerca de la entrada principal del Arena.
Además del equipo de baloncesto de los Gamecocks, el Colonial Life Arena también alberga los campeonatos de baloncesto de las escuelas secundarias de Carolina del Sur cada año. La instalación fue construida para albergar también juegos de hockey sobre hielo, y estaba destinada a ser la nueva sede del equipo Columbia Inferno, de la liga ECHL de hockey; sin embargo, debido a problemas legales con el financiamiento de la instalación, el Inferno nunca jugó allí. La franquicia suspendió sus operaciones en 2008, pero después de que fracasaran los planes para una nueva Arena en el vecino Condado de Lexington, la franquicia finalmente se canceló en 2014.
El Colonial Life Arena ocupó el puesto 22 en el mundo en venta de entradas en 2003. También se clasificó como el estadio número 1 en Las Carolinas y fue el estadio universitario número 2 en el mundo en 2005, según la venta de entradas para shows de giras.
Es administrado por Spectra (antes Global Spectrum), la subsidiaria de administración de instalaciones de Comcast Spectacor. Los Philadelphia 76ers de la NBA, entonces propiedad de Comcast Spectacor, jugaron un partido de exhibición en el lugar en octubre de 2005.
En 2007, fue el estadio de los Columbia Stingers de la Liga Nacional de Fútbol Sala. El recinto había albergado en el pasado a los Charlotte Bobcats y los New York Knicks.
El lugar, como todas las instalaciones administradas por Comcast-Spectator, tiene su propia política de venta de entradas y, por lo tanto, los conciertos no están controlados por las principales empresas de la industria de venta de entradas.

## Shows y eventos
Algunos eventos celebrados en el Colonial Life Arena incluyen el Disney on Ice, High School Musical: The Concert, Sesame Street , American Idols Live!, Trans-Siberian Orchestra cada diciembre desde 2005, Ringling Brothers and Barnum & Bailey Circus (hasta 2017), el ventrílocuo Jeff Dunham y la WWE Raw, entre otros eventos.
Entre los artistas musicales más destacados que se han presentado en el Arena, destacan:
| - Eagles - Cher - Billy Joel - Elton John - Bruce Springsteen & The E Street Band - Prince & New Power Generation - Aerosmith - Jimmy Buffett - Britney Spears - Pink - John Mayer - Def Leppard & Foreigner - Journey & Steve Miller Band - Cheap Trick - Mötley Crüe - Kanye West - B2K - Jamie Foxx - Lil Jon - Soulja Boy - T.I. & Jeezy - Lil Wayne | - Shania Twain - Carrie Underwood - Jason Aldean - Thomas Rhett - Florida Georgia Line - Craig Morgan - Taylor Swift - Ariana Grande - Miley Cyrus - Metro Station - Justin Bieber - Bruno Mars - James Taylor - Kenny Chesney - Blake Shelton & Luke Bryan - Zac Brown Band - Eric Church - Lee Brice - Darius Rucker - R. Kelly - Usher & Akon - Drake & Kendrick Lamar | - Cardi B & Offset - Post Malone - Chris Brown - The Weeknd & Gucci Mane - Trey Songz - Janet Jackson - Mary J. Blige - Coolio - Skillet - Nickelback - Chevelle - Pearl Jam - Red Hot Chili Peppers - Weezer - Maroon 5 - Foo Fighters - The Struts - Imagine Dragons - Five Finger Death Punch - Three Days Grace - Hootie & The Blowfish - Paul McCartney |

### Otros eventos
La Universidad de Carolina del Sur realiza la mayoría de sus ceremonias de graduación en el Colonial Life Arena. El primer orador de graduación para las ceremonias en el Colonial Center fue el expresidente George W. Bush en 2003.
El 28 de junio de 2007, concursantes seleccionados del programa Dancing with the Stars realizaron presentaciones, como parte de su gira de verano.
El 9 de diciembre de 2007, se programó una manifestación por Barack Obama en el Arena. Debido a que el mitin también contó con Oprah Winfrey, las entradas para el evento se agotaron días antes. El encuentro finalmente se trasladó al Williams-Brice Stadium.